# Paradilacra densissima
Paradilacra densissima är en skalbaggsart som först beskrevs av Max Bernhauer 1909.  Paradilacra densissima ingår i släktet Paradilacra och familjen kortvingar. Inga underarter finns listade i Catalogue of Life.